# 南樽市場
南樽市場（なんたるいちば）は、北海道小樽市新富町にある市場。正式名称は「南小樽市場（みなみおたるいちば）」だが、2000年代以降にはこの名は「南小樽市場協同組合」程度にしか使用されておらず、通称の「南樽市場」の名が定着している。本記事では、同市築港に新設された新南樽市場（しんなんたるいちば）についても記載する。

## 沿革
南樽市場の前身は、昭和初期に小樽市に建設された高砂市場である。高砂市場は当時の市内の露天商たちにより、北海道の救済法（北海道非条令）のもと、1938年（昭和13年）に建設された。当時としては非常に近代的な市場で、開店当時は大盛況であった。しかし1941年に大東亜戦争が勃発。配給制度が開始され、市場は廃業を余儀なくされた。
終戦後の1949年（昭和24年）、地元の商業者や樺太からの引揚者の救済の名目のもと、高砂市場の会長らにより創立発起人が結成され、市場建設が開始された。同年6月、木造建築の長屋方式の市場が完成し、食品主体の小売市場の営業が開始された。1950年（昭和25年）には南小樽市場協同組合が結成され、繁栄の一途を歩んだ。
やがて木造の市場の老朽化にともない購買力が低下したため、改築が必須となり、1968年（昭和43年）7月に改築工事が着工。同年12月には新たな市場が完成して営業が開始され、現在に至る。かつての高砂市場と同様、この建物も当時としては非常に近代的で、北海道・東北随一の市場として絶賛され、開店当時は大盛況だったという。
国道から百メートルも奥にあり、周囲には商店街もないという立地の悪さから、小樽市内の他の市場と比較すると、当初の客足はいま一つであったが、毎週2度の「週末特売」、毎月2度の「激安市」と特売日をもうけ、その4万枚以上の広告紙を小樽市内に配布するという戦略により、売上は逆転し、2000年代以降には「南樽は市場の王様」「南樽の一人勝ち」と呼ばれるに至る。

## 特徴

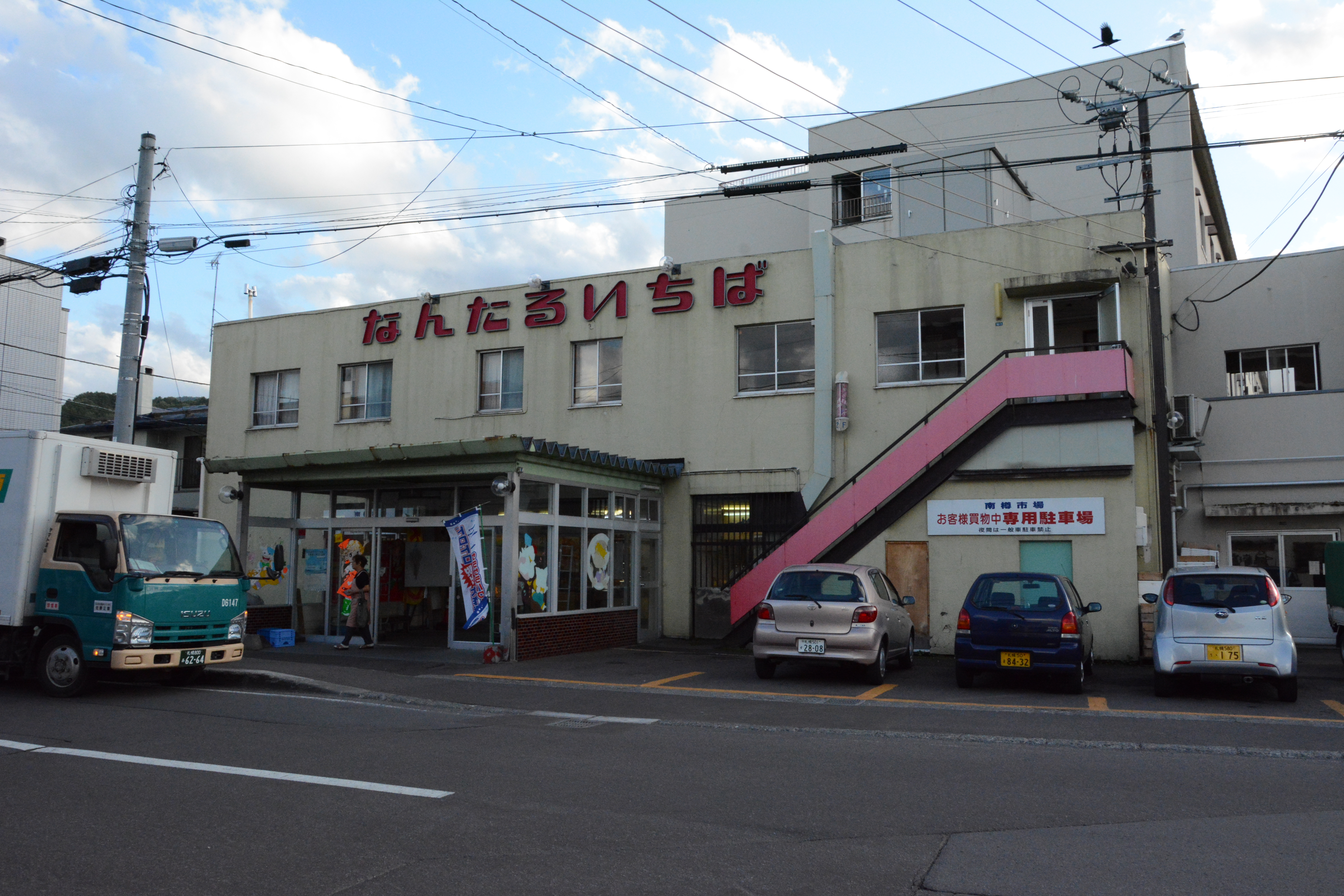
南樽市場裏手側入口

古くから小樽市民の台所として知られる。全30店舗のうち9件が鮮魚店だが、ほかにも野菜、果物、肉、惣菜、日用品、花など生活に密着した店舗が揃い、小樽市民がごく普通に利用する市場である。
港町である小樽だけあり、魚介類は新鮮で安価なものが多く揃い、地元の料理人たちも買い出しに訪れるという。道外の人には珍しいハッカク（トクビレ）、カスベ（エイ）なども扱う。夕方になると、魚が売り切れていることもある。惣菜店の揚げかまぼこも人気が高い。
このほか、市場中央では寿司屋「わさび」が営業しており、20年以上のキャリアを持つ店主による新鮮な寿司を、手軽に味わうこともできる。
観光においても、札幌市から1時間弱で行くことができ、短時間で周ることのできる規模のため、手軽に楽しむことができる市場である。

## 新南樽市場
新南樽市場（しんなんたるいちば）は、北海道小樽市築港にある市場。南樽市場から分離する形で新設された。
南樽市場が各メディアで報道され、道内各地をはじめ全国の観光客に注目されて利用客が激増し、駐車場も手狭になったことなどから、1999年（平成11年）に建設に至った。建設地である築港は、小樽で最も注目される場所として選ばれた。マイカル小樽（現・ウイングベイ小樽）の進出により減少した客数と売上の挽回も、開業の目的の一つであった。
兼ねてからの要望に応え、大型の駐車場を供え、広いスペースに25の店舗が集約されている。さらに同じフロアには三喜（ファッション市場サンキ）、2階には100円ショップのダイソー、隣にはウイングベイ小樽があり、買物のすべてが賄える商業地ともなっている。

## イメージキャラクター
- 「みなみちゃん」
  - 小樽出身の画家・漫画家横山文代によってデザインされた女の子。店内外の装飾・案内板などに使用されている。

## アクセス
- 南樽市場：JR南小樽駅下車、徒歩5分。北海道中央バス（おたもい営業所、真栄営業所、札樽線）、ジェイ・アール北海道バス（札樽線）奥沢口下車、徒歩1分
- 新南樽市場：北海道中央バス（おたもい営業所）新南樽市場前下車。